# Херменевтика
Херменевтика (от гръцки: ερμηνεύω – „тълкуващ“, „обясняващ“) е теорията и умението за интерпретиране на стари, главно литературни текстове с оглед на произхода, езика и съдържанието им. В областта на херменевтиката попада всичко, което може да бъде разбрано, включително предметите, които – притежавайки собствена история, която означава нещо специално за определен човек или група – също могат да бъдат разглеждани като текстове.
Тълкуването предполага преди всичко знание не само за изследваното явление, но и за неговия контекст. Трябва да са известни мястото, участниците, времето, в което се разглежда дадения обект. След това идва интерпретацията – да се открие значението на явлението, да се анализира през гледната точка на съвремието и изследователя. Накрая идва разбирането – гледните точки се съпоставят и след тяхното обобщение се достига до по-пълно знание за нещата.
До 19 век херменевтиката се занимава с тълкуването на юридически и библейски текстове. Представител на романтическата херменевтика е Фридрих Шлайермахер. Според него, за да бъде разбран един текст, е необходимо да се възстановят духа на епохата и авторовите намерения; всяка творба има един-единствен смисъл и той е постоянен във времето. Представител на херменевтиката през 20 век е Ханс-Георг Гадамер, според когото всяка епоха задава различен смисъл на текста, а четенето винаги е сблъсък между посланието от миналото на творбата и настоящето, чийто носител е читателят. Херменевтиката доказва, че при преминаването на творбата от една епоха в друга се появяват и други нови разбирания на творбата, които не са предвидени от автора и съвременната му публика. Настоящето се разбира чрез миналото и така се получава жива връзка помежду им. Чрез връзката между миналото и настоящето ние разбираме не само творбата, но и самите себе си.

## Етимология
Старогръцкият глагол hermeneuein има три значения, свързани с Хермес в ролята му на посредник между олимпийските богове и простосмъртните: говоря, разказвам; обяснявам (ситуация); превеждам от чужд език. Една голяма част в Органон, сборникът на съчиненията на Аристотел по логика, е озаглавена Peri hermeneias („За интерпретацията“). В този смисъл гръцкото съществително „hermeneia“ означава „интерпретация“. Съществуват много съчинения под това заглавие, които представляват интерпретация на Новия завет в светлината на Стария завет и обратно. Екзегетиката и херменевтиката са близко свързани философски методи. Модерната херменевтика (Шлайермахер, Дилтай, Хайдегер, Гадамер) излиза далеч от рамките на Библията.

## Изследвания
- Шиваров, Н. Херменевтика. С., 2005.
- Holgate, D., R. Starr. SCM Studyguide: Biblical Hermeneutics, London, 2006
- Brown, J. K. Scripture as Communication: Introducing Biblical Hermeneutics. Grand Rapids (MI), 2007.
- Sparks, K. L. God's Word in Human Words: An Evangelical Appropriation of Critical Biblical Scholarship. Grand Rapids (MI), 2008.
- Lexikon der Bibelhermeneutik. Hrsg. v. S. Luther. Berlin, 2009.
- Anthony C. Thiselton. Hermeneutics: An introduction. Grand Rapids (MI), 2009.